# Palm Beach Water Airport
Palm Beach Water Airport är en flygplats i Australien. Den ligger i kommunen Pittwater och delstaten New South Wales, i den sydöstra delen av landet, omkring 32 kilometer norr om delstatshuvudstaden Sydney. Palm Beach Water Airport ligger 3 meter över havet.
Trakten är tätbefolkad. Närmaste större samhälle är Dee Why, omkring 18 kilometer söder om Palm Beach Water Airport. Genomsnittlig årsnederbörd är 1 380 millimeter. Den regnigaste månaden är februari, med i genomsnitt 200 mm nederbörd, och den torraste är juli, med 36 mm nederbörd.